# Nova Cerkev
Nova Cerkev – wieś w Słowenii, w gminie Vojnik. W 2018 roku liczyła 475 mieszkańców.